# Valdemar III d'Anhalt-Zerbst
Pour les articles homonymes, voir Valdemar III.
Valdemar III d'Anhalt-Zerbst (mort en 1391) est un prince allemand de la maison d'Ascanie corégent de la principauté de Anhalt-Zerbst.

## Biographie
Valdemar III est le plus jeune fils de Jean II d'Anhalt-Zerbst, et de son épouse Elisabeth, fille de Jean Ier comte de Henneberg-Schleusingen. Valdemar hérite de la principauté d'Anhalt-Zerbst à la mort de son père en 1382. Conformément aux règles successorales de la maison d'Ascanie, il règne conjointement avec ses frères 
Sigismond Ier et Albert IV comme  corégents. Il reste célibataire et à sa mort il a comme successeurs conjoints ses deux frères. Cinq années plus tard en 1396, Sigismond Ier et Albert IV décident de diviser la principauté d'Anhalt-Zerbst et créent deux nouvelles principautés: Anhalt-Dessau et Anhalt-Köthen.